# Mezinárodní letiště Čennaí
Mezinárodní letiště Čennaí (IATA: MAA, ICAO: VOMM) je mezinárodní letiště u města Čennaí v indickém svazovém státě Tamilnádu. Leží ve vzdálenosti přibližně patnácti kilometrů jihozápadně od centra Čennaí. Je čtvrtým nejrušnějším indickým letištěm po letišti Indiry Gándhíové u Dillí, letišti Čhatrapatího Šivádžího v Bombaji a letišti Bengalúru v Bengalúru.
Letiště je uzlovým pro společnosti Air India.